# Elżbieta Grochans
Elżbieta Grochans (ur. 1964) – polska pielęgniarka, dr hab. nauk o zdrowiu, profesor nadzwyczajny, kierownik Zakładu Pielęgniarstwa i prodziekan Wydziału Nauk o Zdrowiu Pomorskiego Uniwersytetu Medycznego w Szczecinie.

## Życiorys
W 1992 ukończyła studia pielęgniarskie w Akademii Medycznej im. prof. Feliksa Skubiszewskiego w Lublinie. 17 grudnia 2002 obroniła pracę doktorską Wsparcie pielęgniarskie w oddziale położniczym w systemie rooming-in, 8 maja 2013 uzyskała stopień doktora habilitowanego. 25 października 2019 nadano jej tytuł profesora w zakresie nauk medycznych i nauk o zdrowiu. Została zatrudniona na stanowisku adiunkta w Samodzielnej Pracowni Propedeutyki Pielęgniarstwa na Wydziale Nauk o Zdrowiu Pomorskiego Uniwersytetu Medycznego w Szczecinie.
Piastuje stanowisko profesora nadzwyczajnego, a także kierownika w Zakładzie Pielęgniarstwa, oraz prodziekana na Wydziale Nauk o Zdrowiu Pomorskiego Uniwersytetu Medycznego w Szczecinie.